# Grete Digruber
Grete Digruber (* 19. Februar 1945 in Mariazell; † 28. Juli 2010) war eine österreichische Skirennläuferin. Sie gewann in den 1960er-Jahren mehrere internationale Rennen und wurde zweifache österreichische Meisterin. Ihre stärksten Disziplinen waren der Slalom und der Riesenslalom. Ihr älterer Bruder Franz Digruber war ebenfalls Skirennläufer. 

## Biografie
Nach Erfolgen in Schüler- und Juniorenrennen startete Digruber im Winter 1960/61 erstmals bei internationalen FIS-Rennen und platzierte sich dabei mehrmals unter den schnellsten fünf. Bestes Ergebnis war der dritte Rang im Slalom von Villeneuve. Aufgrund einer Verletzung konnte sie in der gesamten nächsten Saison an keinen Rennen teilnehmen.
Im Winter 1962/63 feierte Digruber ihren ersten Sieg im Slalom am Ätna. Die nächsten beiden Siege gelangen ihr in der Saison 1963/64 im Slalom und im Riesenslalom von Zakopane. Weitere Podestplätze erreichte sie unter anderem im Riesenslalom von Lenzerheide und im Slalom von Davos. In St. Johann im Pongau wurde sie Österreichische Meisterin im Slalom. Im Winter 1964/65 gewann die Steirerin den Slalom in Haus und belegte Rang zwei in der dortigen Kombination. Ebenfalls Zweite wurde sie im Riesenslalom ihres Heimatortes Mariazell. In Axams wurde sie zum zweiten Mal Österreichische Meisterin, diesmal im Riesenslalom.
In der Saison 1965/66 blieb Digruber zwar ohne Sieg, sie erreichte aber mehrere Podestplätze, zum Beispiel in den Slaloms von Maribor, Cavalese und Oberstaufen, womit sie sich einen Startplatz für die Weltmeisterschaften im August 1966 sicherte. Im chilenischen Portillo belegte sie als beste Österreicherin den 12. Platz im Slalom. Nach der Weltmeisterschaft beendete Digruber im Alter von nur 21 Jahren ihre Karriere und zog sich ins Privatleben zurück.

## Sportliche Erfolge

### Weltmeisterschaften
- Portillo 1966: 12. Slalom

### Österreichische Meisterschaften
- Österreichische Meisterin im Slalom 1964 und im Riesenslalom 1965